# 大学全入時代
大学全入時代（だいがくぜんにゅうじだい）とは、2024年（令和6年）入試時までに日本の大学への入学希望者総数が入学定員総数を下回る状況を迎えるとされる状況を指す言葉で、日本国政府の文部科学省もこの単語を用いている。大学教育の質の低下、定員割れ、さらにその結果として引き起こされる大学崩壊などが連鎖すると考えられている。日本の私立大学は50%以上が定員割れで赤字も4割に達している。産経新聞は2023年（令和5年）を大学全入と定義している。河合塾教育研究開発本部主席研究員の近藤治も大学全入を2022年（令和4年）と定義している。日本経済新聞は2023年4月に大学全入の可能性があると考えている。文部科学省は2024年4月に実現すると考えている。
なお、「全入」とはあくまでも全大学の定員数を統計した上での問題であり、誰もが志望する大学・学部に進学して、浪人生がいなくなるということでは決してない。

## 受験生獲得競争
その過程で、受験生に対して様々な宣伝やサービスが行われるようになった。例としては、高校3年生を対象に就職率や就職先企業の実績、在学中に取得可能な公的資格などの広告や宣伝、オープンキャンパス（大学内の見学や学部などの説明、模擬授業、在籍学生や大学職員との交流イベント）、AO入試の実施などである。
大学によっては、オープンキャンパスで周辺主要都市からキャンパスへの無料送迎バスの運行や交通費の補助をしたり、学内食堂の無料券の配布、記念品の配布などが行われることもある。さらに、入試の成績優秀者に対して、入学金や授業料の全額または一部免除を行う大学も増えている。これには、併願受験を行う受験生を囲い込むという側面もある。
私立大学における経営収入の大部分を占める授業料を免除してまで学生を確保する動きがはじまったことは、大学全入時代の大学間競争が教育研究面での戦いだけでなく、財務状況、経営体力の争いであることを示している。よって、学生数を膨張させるマスプロ大学化が進んでいる。
一方、浪人生、ひいては受験生全体の数の減少を受け、予備校においても現役生を視野に入れた経営を行うようになっている。三大予備校の他、東進ハイスクールは現役生中心の授業を行い業績を伸ばしにかかる一方、地方の中小予備校は生徒集めに苦しい状況となっている。2014年8月には、「三大予備校」の一つと称される「代々木ゼミナール」でさえも、少子化とそれに伴う浪人生の減少、「現役志向」が高くなったとして全国にある校舎を渋谷など7校に集約すると発表した。この40年間で、聖文新社を含め受験産業に積極的に関与した出版社が次々と廃業に追い込まれた。
また、専門学校も大学より容易に入学できるという利点が大学全入時代の定員割れを起こしている大学の存在によってその利点が失われつつあり、存在目的である職業教育も大学が力を入れつつあるという苦しい状況となっている。
上記の取得資格や就職率といった「学生獲得競争」により一部の大学が「就職予備校」「資格予備校」に成り下がったと評される。ある公立大学法人はその就職率の高さゆえ「就職予備校」と批判されたり、また、定員割れが続いていた地方の私立大学は「マナー研修」など「就職予備校」であることを前面に押し出し「高い就職率」をアピールし、志望者増加につながったという。
1990年代から大学生のダブルスクール現象が見られ、希望する職業を目指すため専門的な知識・技術を専門学校で学んだりするケースもある。ただし、専門学校は専門職大学への鞍替えが目立っていることもあり、ダブルスクールではなく再入学系というのもみられるようになっている。
2021年度は国公立大学の定員が127219人、私立大学への進学者が494213人であった。入学辞退者についてはデータがない。これらは短期大学入学者数45585人を含んでいる。
2022年度の四年制大学進学率は56.6%で過去最高であった。

## 原因
主な原因として、日本における教育の大衆化の進展、1990年代以降の法的規制緩和による大学の新設ラッシュ、定員増加、少子化などが挙げられる。
1980年代後半から1990年代前半、バブル期に18歳人口がピークを迎えたことや大学不合格者が増加したことにより、各大学に臨時定員増加が認められた。これは後に18歳人口が減少することを前提とした、あくまで一時的な措置であったが、政治家や私学関係者の働き掛けにより、国立大学は元に戻すが、公立大学と私立大学は臨時増加分の半分を維持してよいこととされた。
2000年代に入り、小泉純一郎政権時代の規制緩和が大学にも及ぶことになり、それまでは学校法人審議会による厳しい審査が必要であった大学・学部新設の一部に届出制が導入された。これが大学の新設ラッシュを引き起こし、1992年から2006年までの間に大学は約70校新設され、短期大学から四年制大学への移行もあわせると184校増加した。大学全体の定員が増加する一方で少子化は急激に進み、大学全入が現実味を帯びる状況となった。

## 定員割れの増加

### 大学の閉鎖
大学全入時代を迎えるなかにあって、一部の難関大学や有名大学への受験・人気が集中していることにより地方大学や新興大学は受験生・生徒集めに苦戦している。日本私立学校振興・共済事業団が毎年行っている調査では、近年私立大学で定員割れを起こしている学部・学科などを持つ大学は全体の4割を超えることが続いており、2007年度の調査では私立短大の定員割れ率が初の6割超となった（つまり半数以上が定員を満たしていない）。また、地方国公立大学でも一部の学科や専攻などで二次募集を行うケースが発生している。
実際に、定員割れによる経営問題や他の問題点を抱えた新興大学は多く、2003年には立志舘大学が定員割れで閉学（完成年度前）、キャンパスは呉大学（現：広島文化学園大学）に吸収された。2005年6月には萩国際大学（現・至誠館大学）が定員割れが原因としては初の民事再生法適用を申請した。これらの事例より、「大学の閉鎖」という事態が現実のものとなった。
その後も学生の募集を中止する大学は続き、2007年には東和大学が募集停止、またその後三重中京大学、聖トマス大学、神戸ファッション造形大学、愛知新城大谷大学、福岡医療福祉大学、東京女学館大学、LEC東京リーガルマインド大学、創造学園大学、神戸夙川学院大学の9大学が学生の募集を停止をした（いずれも募集停止後の数年後に閉学予定）。
2006年8月11日付の読売新聞社説「私立大学乱立」によれば、志願者は難関校（都心部）へ集中する一方で、地方の中小規模の新興大学の経営悪化が目立ち、生き残りには、大学の個性のアピール、教育内容の充実、就職支援などによって「ブランド力」を身につける以外にないと記している。

### 入学試験の多様化
入学試験の多様化ついては、文部科学省高等教育局から毎年5月ごろに各大学へ通知される『大学入学者選抜実施要項について』にある「多様な入試方法を工夫することが望ましい」の文言に基づいて実施されている。大学にとっては学生確保の側面もあり、AO入試など推薦入試枠の拡大、入試地方会場の設置、独自の学部の設置、受験機会（回数）の増加など、様々な対策を行っている。

### 大学の合併
大学の合併という現象も起こっている。2002年の大阪国際大学による大阪国際女子大学の吸収を発端に、2008年には東海大学が北海道東海大学と九州東海大学を吸収した。
これらは同一学校法人の運営する大学同士の合併だったが、同じ2008年には別法人である慶應義塾大学と共立薬科大学が合併。共立薬科大学が、慶應義塾大学薬学部となった。歴史ある共立薬科大学の、他大学との合併という選択は大学関係者に大きな驚きを与えた。
2009年4月には、関西学院大学と聖和大学が合併。聖和大学が関西学院大学教育学部となったほか、聖和大学短期大学部が関西学院聖和短期大学となった。別法人ではあるが、同じプロテスタントメソジスト派の大学で、創立者が親子同士という縁がある大学同士の合併であった。
また、聖母大学を運営する学校法人聖母学園と上智大学を運営する学校法人上智学院が2011年4月に合併し、上智大学に総合人間科学部看護学科と総合人間科学研究科看護学専攻が設置された。カトリック系大学同士の合併であった。

### 公立大学化
経営が難しくなった大学の運営を地元の地方自治体が新たに設立した公立大学法人に移管し、公立大学として再出発する方法が目立ち始めている。この手法を取ると、受験生にとっては入学後の学費が大幅に減ることにより人気化することが多い。多くは、公立化と同時にそれまで前身の私立大学に在籍していた学生も公立大学の学生に転換するため、公立大学化が正式に発表されると、2年生以降の学費が下がることから、最後の私学としての受験生が増加するなど、大きな効果が出ていることが多い。

### 留学生の受け入れ
主に定員割れになった大学では留学生の獲得を行おうとしているところがある。

## 国公立大学への影響
国公立大学に関して言えばむしろ国立大学法人・公立大学法人化に伴う再編により絶対数は減少傾向にあるが、これは前述の私立大学の合併とはやや事情が異なる。一般に同等の教育やサービスが受けられるならば、入学金・授業料などが安い国公立大学が選ばれやすく、国公立大学への影響は少ないと見られている。実際定員割れを起こしているのはほとんどが私立大学である。ただし2021年度の倍率平均は4.4倍と減少傾向である。2030年には国公立大学を現役で進学できる満18歳の日本国民が10%に達する。

## 入学率の推移
大学入学者を志願者で割った数字を入学率と呼ぶ。入学率は、1990年には62.1%であったが、2000年には81.7%になった。大学全入時代に突入したといわれる2009年は89.7%であり、2010年が89.5%、2011年が89.6%であった。

## 各国の状況

### 中国
中国では、少子化により、一部の地域で定員割れが突出しており、江蘇省では、2016年に4万2000人に達し、2017年と2018年には、2万人前後であった。また、河北省では、2014年に定員割れ総数が2万8000人に達し、2017年には減少したが、7500人となっている。
ただし、中国の大学入試は人気のある大学へ日本をしのぐ数十倍の競争が発生することで知られており、真の全入は存在していない。

### 韓国
韓国では2003年に大学定員数が高校卒業予定者数を上回り大学全入時代に突入し、地方にある一部の四年制大学、二年制もしくは三年制の専門大学では定員割れが起きていた。2006年には大学の未充足定員率が4.6%であった。2020年には、高校卒業者数より大学定員数が3万5000人上回っていた。2021年2月下旬には、地方の四年制大学を中心に過去最大の定員割れが起きると予測されており、釜山市内の14の大学では、計4626人の追加募集が実施される予定である。また、定員割れを起こしている地方の私立大学では、留学生の学費を大幅に減額し、留学生で定員を確保する大学も存在している。教育部は、2023年までに定員数を一学年50万人から34万人に減らすとしている。
背景には、世界的にも類を見ない急速な少子化がある。1960年代には10年以上にわたって100万人を超えていた出生数はその後減少の一途をたどり、2002年には50万人割れ、さらに2021年には26万人とピーク時の4分の1未満にまで減少した。韓国の合計特殊出生率は世界最低の0.81であり、今後も出生数は減少を辿ると予想されている。大韓民国の少子化も参照。

### 台湾
台湾では、 大学入学指定科目考試の合格率が2007年に96.28%となっている。例年に比べ、高い合格率であり、大学全入時代を迎えている。2007年の合格最低点は、 地方にある新設大学（技術学院）の18.47点であり、1科目あたり約3点であった。1科目あたりの平均点が5点以下で合格となる大学は10校存在している。 2009年の全国の定員割れ総数は6万人余りであり、過去最低の入学手続き率も8割ほどであった。
大学入学指定科目考試の合格率は、2014年に95.73%、2015年に95.6%となっている。2015年には、四年制大学では、全66校中14校で定員割れとなっており、過去5年で最悪の結果であった。2016年には、過去最高の97.11%の合格率となり、3分の1以上の大学で定員割れとなっており、その内6校で欠員率が50%を上回っていた。また、同年の12月29日に教育部が定員充足率を発表し、定員充足率が60%未満の私立大学が17校、最も低い大学が18%であることが判明した。定員充足率の低い大学は、地理的に不利な台湾中部、南部に集中している。少子化なども踏まえ、教育部は、定員充足率の低い大学に対して、学校運営の見直し計画を早期かつ自主的に提出することを奨励している。

### ベトナム
ベトナムでは、2011年の入試で欠員補充のための3次募集を実施する国立大学・短大が過去最高の97校を記録した。しかし、予想では、それでも多くの大学や短大が定員割れするとされ、欠員総数は数千人に上るとされている。3次募集人数が多い国立大学では、教育訓練省が定める最低レベルの合格ラインまで引き下げることが考えられており、私立大学ではさらに厳しい状況に陥っている。

### タイ
タイでは、2019年6月23日にタイ大学会議（CUPT）が新しい大学入試システムであるTCASが成功したのにもかかわらず、20万人以上の定員割れとなったことを発表した。